# Josia morena
Josia morena är en fjärilsart som beskrevs av W. Warren 1906. Josia morena ingår i släktet Josia och familjen tandspinnare. Inga underarter finns listade i Catalogue of Life.